# Grande Balmaz
La Grande Balmaz est un sommet de la chaîne des Aravis, à 2 616 m d'altitude, entre les départements de la Savoie et de la Haute-Savoie.
Dans le prolongement de la crête qui descend vers le nord-ouest, entre la combe de la Balme au nord (La Clusaz) et la combe de la Torchère au sud, s'élèvent la Grande Torchère (2 521 m) et la Petite Torchère (2 091 m).

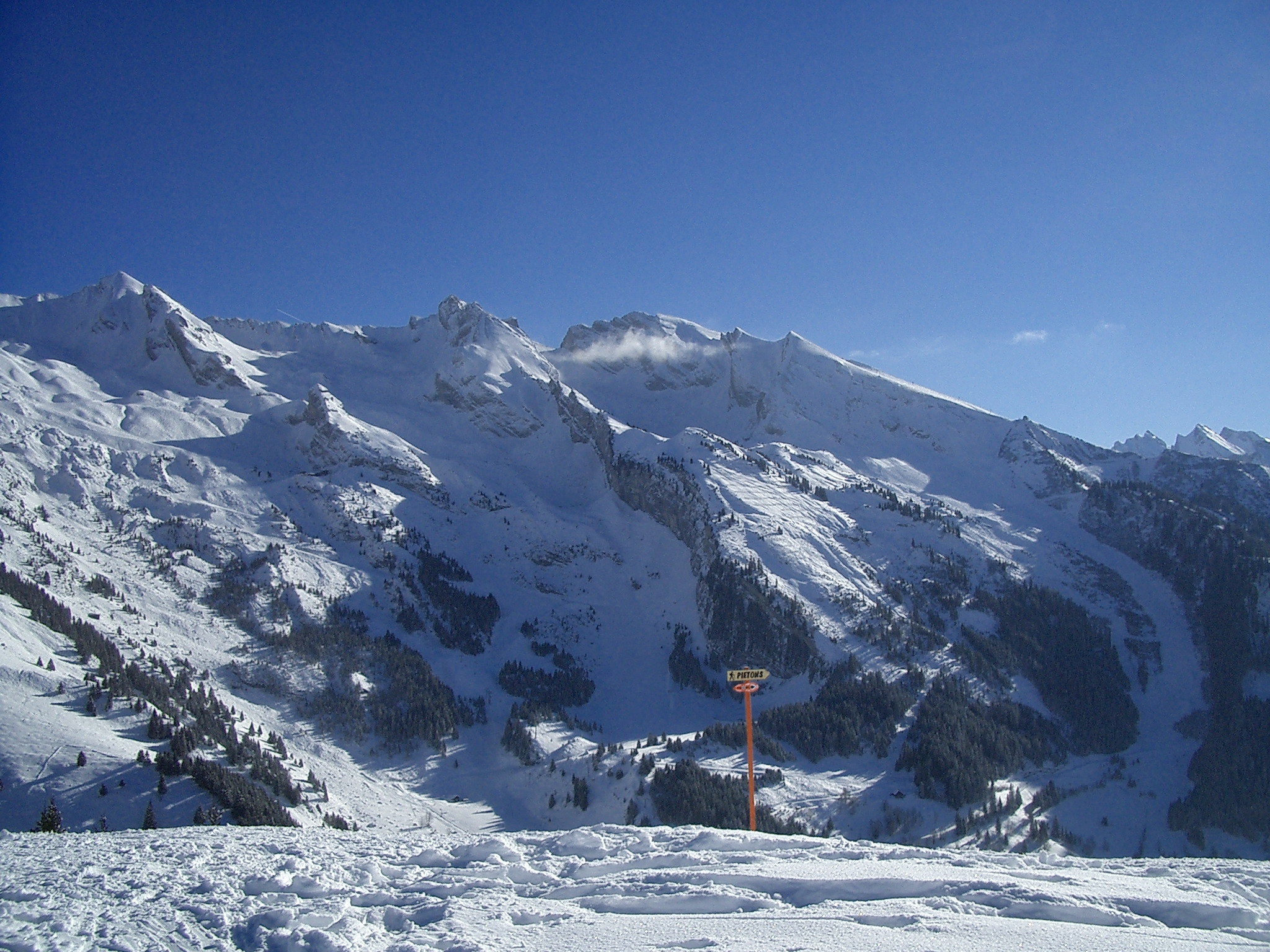
La Grande Balmaz (à gauche) vue du nord-ouest depuis le haut des Confins (La Clusaz).